# Magda Sakowska
Magdalena Sakowska (ur. 13 sierpnia 1976 w Warszawie) – polska dziennikarka, reporterka i prezenterka telewizyjna.

## Życiorys
Z wykształcenia jest socjolożką. Studium dziennikarskie i studia podyplomowe ukończyła na Europejskim Uniwersytecie Viadrina we Frankfurcie nad Odrą. Podczas studiów była na stypendium dla dziennikarzy w telewizji WDR w Düsseldorfie.
Dziennikarską karierę zaczęła w Radiu Plus, zaraz po ukończeniu studiów. Później znalazła się w TVN24, w którym była reporterką. W 2004 roku przeszła do radia RMF FM. Pół roku później wróciła do TVN24, od 31 lipca 2005 roku prowadziła tam serwisy informacyjne. Od 1 grudnia 2008 pracuje w Polsat News, w którym prowadziła magazyny To był dzień i Gość Wydarzeń. 24 stycznia 2011 została prezenterką Wydarzeń w Polsacie.
Od września 2016 do czerwca 2025 była korespondentką Polsatu w Stanach Zjednoczonych, skąd relacjonowała wybory prezydenckie w Stanach Zjednoczonych w 2016 roku i 2020 czy szturm zwolenników Donalda Trumpa na Kapitol Stanów Zjednoczonych. Od 16 lipca 2025 prowadzi (na zmianę z Grzegorzem Dobieckim, Janem Mikrutą i Grzegorzem Kozakiem) program Dzień na świecie poświęcony wydarzeniom międzynarodowym na Polsacie News.